# Cheilotrichia (Empeda) cinereipleura
Cheilotrichia (Empeda) cinereipleura is een tweevleugelige uit de familie steltmuggen (Limoniidae). De soort komt voor in het Nearctisch gebied.